# كسر غير قابل للاختزال
في الرياضيات، الكسر غير القابل للاختزال (بالإنجليزية: Irreducible fraction)‏ هو الكسر الذي يكون بسطه ومقامه أصغر من بسط ومقام أي كسر مبتذل آخر مساوي له في القيمة. 
يكون الكسر a/b كسراً غير قابل للاختزال إذا وفقط إذا كانت a وb أعدادا أولية فيما بينها، وذلك يتحقق عندما يكون القاسم المشترك الأكبر للعددين a وb هو العدد 1.
من أجل اختزال كسر قابل للاختزال وتحويله إلى كسر غير قابل للاختزال، يمكن استعمال خوارزمية أقليدس أو تحليل عدد صحيح إلى عوامل.

## أمثلة
{\displaystyle {\frac {120}{90}}={\frac {12}{9}}={\frac {4}{3}}\,.}
في الخطوة الأولى تم تقسيم كلا العددين على 10، والتي هي عامل مشترك للعددين 120 و90. في الخطوة الثانية تم تقسيم العددين في البسط والمقام على 3. والنتيجة الأخيرة 4/3 هي كسر غير قابل للاختزال لأن العددين 3 و4 ليس لهما عوامل مشتركة.

## الوحدة
انظر إلى المبرهنة الأساسية في الحسابيات.

## تطبيقات
اسُتعملت حقيقة أن كل عدد جذري له تمثيل كسري وحيد غير قابل للاختزال في براهين مختلفة تثبت جميعها عدم جذرية الجذر التربيعي لاثنين.